# Curryville (Misuri)
Curryville es una ciudad ubicada en el condado de Pike en el estado estadounidense de Misuri. En el Censo de 2010 tenía una población de 225 habitantes y una densidad poblacional de 315,9 personas por km².

## Geografía
Curryville se encuentra ubicada en las coordenadas 39°20′45″N 91°20′29″O / 39.34583, -91.34139. Según la Oficina del Censo de los Estados Unidos, Curryville tiene una superficie total de 0.71 km², de la cual 0.71 km² corresponden a tierra firme y (0.36%) 0 km² es agua.

## Demografía
Según el censo de 2010, había 225 personas residiendo en Curryville. La densidad de población era de 315,9 hab./km². De los 225 habitantes, Curryville estaba compuesto por el 91.11% blancos, el 1.78% eran afroamericanos, el 1.78% eran amerindios, el 0.44% eran asiáticos, el 0% eran isleños del Pacífico, el 0% eran de otras razas y el 4.89% pertenecían a dos o más razas. Del total de la población el 1.78% eran hispanos o latinos de cualquier raza.